# 自治事務次官
自治事務次官（じちじむじかん）とは国家公務員における官職及び役職の一つ。自治省（現：総務省）の事務方のトップ。地方自治庁時代は地方自治庁次長（ちほうじちちょうじちょう）、自治庁時代は自治庁次長（じちちょうじちょう）であった。

## 概要
戦前の次官会議における内務次官の席次は第二位であったが、戦後の事務次官等会議における自治事務次官の席次は、省としては末席の十二番目であった。
自治省は全国の地方公共団体の監督官庁であったことから、退任後に都道府県知事選挙に立候補をする者も多く、当選して都道府県知事になる事例もある。また、旧内務省であることから、退任後に内閣官房副長官（事務）に就任する者もいる。

## 歴代自治事務次官
地方自治庁次長

| 氏名       | 就任日         | 退任日        | 後職等                 |
| ---------- | -------------- | ------------- | ---------------------- |
| 遠山信一郎 | 1949年6月1日   | 1949年12月?   | 地方財政審議会委員等   |
| 荻田保     | 1949年12月?    | 1950年5月30日 | 地方財政委員会事務局長 |
| 鈴木俊一   | 1950年5月31日? | 1952年7月31日 | 自治庁次長             |

自治庁次長
| 氏名     | 就任日       | 退任日        | 退官後                           |
| -------- | ------------ | ------------- | -------------------------------- |
| 鈴木俊一 | 1952年8月1日 | 1957年7月31日 | 公営企業金融公庫総裁、東京都知事 |

自治事務次官（自治庁）
※国家行政組織法改正により、国務大臣を長とする行政機関に事務次官を置けることになったため
| 氏名       | 就任日        | 退任日        | 退官後                               |
| ---------- | ------------- | ------------- | ------------------------------------ |
| 鈴木俊一   | 1957年8月1日  | 1958年6月14日 | 公営企業金融公庫総裁、東京都知事     |
| 小林與三次 | 1958年6月14日 | 1960年6月30日 | 日本テレビ放送網社長、読売新聞社社長 |

自治事務次官（自治省）
| 氏名       | 就任日         | 退任日         | 退官後                                                                                     |
| ---------- | -------------- | -------------- | ------------------------------------------------------------------------------------------ |
| 小林與三次 | 1960年7月1日   | 1963年7月2日   | 日本テレビ放送網社長、読売新聞社社長                                                       |
| 奥野誠亮   | 1963年7月2日   | 1963年10月22日 | 衆議院議員、法務大臣                                                                       |
| 金丸三郎   | 1963年10月14日 | 1966年7月1日   | 総務庁長官、鹿児島県知事                                                                   |
| 柴田護     | 1966年7月1日   | 1969年10月3日  | 公営企業金融公庫総裁                                                                       |
| 細郷道一   | 1969年10月3日  | 1971年9月1日   | 公営企業金融公庫総裁、横浜市長                                                             |
| 長野士郎   | 1971年9月1日   | 1972年6月20日  | 岡山県知事                                                                                 |
| 降矢敬義   | 1972年6月20日  | 1973年8月1日   | 参議院議員                                                                                 |
| 宮澤弘     | 1973年8月1日   | 1973年11月16日 | 参議院議員、広島県知事、法務大臣                                                           |
| 鎌田要人   | 1973年11月16日 | 1976年6月11日  | 鹿児島県知事、参議院議員                                                                   |
| 松浦功     | 1976年6月11日  | 1977年7月26日  | 参議院議員、法務大臣                                                                       |
| 首藤尭     | 1977年7月26日  | 1978年9月1日   | 公営企業金融公庫総裁                                                                       |
| 林忠雄     | 1978年9月1日   | 1979年10月15日 | 自治医科大学理事長                                                                         |
| 森岡敞     | 1979年10月15日 | 1981年5月8日   | 在任中に死去                                                                               |
| 近藤隆之   | 1981年5月16日  | 1982年7月2日   | 公営企業金融公庫総裁                                                                       |
| 土屋佳照   | 1982年7月2日   | 1984年7月16日  | 鹿児島県知事                                                                               |
| 石原信雄   | 1984年7月16日  | 1986年7月11日  | 内閣官房副長官、財団法人地方自治研究機構会長                                               |
| 花岡圭三   | 1986年7月11日  | 1987年9月21日  | 公営企業金融公庫総裁                                                                       |
| 大林勝臣   | 1987年9月21日  | 1989年6月30日  | 財団法人自治総合センター理事長                                                             |
| 津田正     | 1989年6月30日  | 1990年7月2日   | 財団法人自治体国際化協会理事長                                                             |
| 持永堯民   | 1990年7月2日   | 1991年10月15日 | 公営企業金融公庫総裁、財団法人地方財務協会会長                                             |
| 小林実     | 1991年10月15日 | 1993年1月8日   | 日本音楽財団会長、財団法人地域活性化センター顧問                                           |
| 森繁一     | 1993年1月8日   | 1994年7月12日  | 財団法人地域創造会長                                                                       |
| 湯浅利夫   | 1994年7月12日  | 1995年8月1日   | 宮内庁長官                                                                                 |
| 吉田弘正   | 1995年8月1日   | 1996年9月7日   | 財団法人自治総合センター理事長、財団法人地域社会振興財団理事長                             |
| 遠藤安彦   | 1996年9月7日   | 1998年1月6日   | 財団法人日本宝くじ協会理事長、(株)日本宝くじシステム代表取締役、財団法人地方財務協会理事長 |
| 松本英昭   | 1998年1月6日   | 1999年8月14日  | 社団法人地方公務員共済組合協議会会長、地方公務員共済組合連合会理事長                       |
| 二橋正弘   | 1999年8月14日  | 2001年1月6日   | 内閣官房副長官                                                                             |